# 77. pehotni polk (Avstro-Ogrska)
Za druge 77. polke glejte 77. polk.
77. pehotni polk (izvirno nemško Infanterie-Regiment Nr. 77; dobesedno slovensko: Pehotni polk št. 77) je bil pehotni polk k.u.k. Heera.

## Poimenovanje
- Galizisches Infanterie Regiment »Philipp von Württemberg« Nr. 77
- Infanterie Regiment Nr.  (1915 - 1918)

## Zgodovina
Polk je bil ustanovljen leta 1860. 

### Prva svetovna vojna
Polkovna narodnostna sestava leta 1914 je bila sledeča: 69% Rutencev, 30% Srbo-Hrvatje in 1% drugih. Naborni okraj polka je bil v Samborju, pri čemer so bile polkovne enote garnizirane sledeče: Przemyśl (štab, II. in III. bataljon), Sambor (I. bataljon) in Tuzla (IV. bataljon).
Med prvo svetovno vojno se je polk bojeval tudi na soški fronti. Tako je sodeloval v enajsti soški ofenzivi.
V sklopu t. i. Conradovih reform leta 1918 (od junija naprej) je bilo znižano število polkovnih bataljonov na 3.

## Organizacija
1918 (po reformi)
- 1. bataljon
- 2. bataljon
- 3. bataljon

## Poveljniki polka
- 1865: Carl Hanus[8]
- 1879: Victor Maczak von Ottenburg[9]
- 1908: Franz Hoppner[10]
- 1914: Emil Meisel[1]